# 博希尼市鎮
博希尼市鎮是斯洛文尼亞西北部的一個市镇，行政中心為博希尼斯卡比斯特里察。面積333.7平方公里，2002年人口5,222。人口密度約15.6人/km2。
博希尼市鎮境內的博希尼湖是斯洛維尼亞面積最大的永久性湖泊。

## 外部連結
- 官方网站  （斯洛文尼亚文）
- Municipality of Bohinj on Geopedia（页面存档备份，存于）